# Рафах (контрольно-пропускной пункт)
Рафах (или Рафиах ивр. מעבר רפיח‎, араб. معبر رفح‎) — пограничный контрольно-пропускной пункт в городе Рафах на границе Египта и Сектора Газа (Палестинской автономии), контролируемый Египтом. До 2005 года контролировался Израилем. В мае 2024 года, во время Войны в Газе, израильская армия контролировала КПП до начала января 2025 года. 

## История
КПП «Рафиах» был построен в 1967 году, как переход между Израилем и Газой, и находился под контролем израильского правительства. После заключения Египетско-израильского мирного договора в 1979 году и вывода израильских войск с Синайского полуострова в 1982 году КПП стал контролироваться совместно Израилем и Египтом. Со стороны Израиля переход находился под контролем Управления аэропортов Израиля. 11 сентября 2005 года силы Армии обороны Израиля были эвакуированы с КПП в рамках плана одностороннего ухода Израиля с территории сектора Газа.
КПП «Рафиах» был снова открыт 25 ноября 2005 года и работал почти ежедневно до 25 июня 2006 года. С этого дня и до ноября 2006 года он регулярно закрывался Египтом по согласованию с Израилем (примерно 86 % времени) из-за соображений безопасности.
В июне 2007 года он был закрыт полностью после переворота ХАМАСа в секторе Газа.
23 января 2008 года вооруженные люди в масках частично разрушили стену около КПП Рафиах и десятки тысяч жителей Газы прорвалось в Египет, большинство из них стремилось купить продукты и материалы.
После революции 2011 года в Египте КПП был снова открыт, а после переворота 2013 года — снова закрыт. С 2011 года КПП и прилегающий район стал местом вооружённых столкновений между египетскими войсками с террористами.
18 ноября 2017 года работа КПП была возобновлена под контролем инспекторов Палестинской Автономии.
9 и 10 октября 2023 года после нападения ХАМАСа на Израиль и блокады сектора Газа Израилем Армия обороны Израиля предупредила власти Газы и нанесла авиаудары по подземным туннелям для переброски оружия в районе КПП Рафиах, после которых КПП закрылся, но губернатор египетской провинции Северный Синай Мухаммед Абдель Фадиль Шуша заявил, что если понадобится его могут открыть для приема раненых палестинцев.